# Modoc County

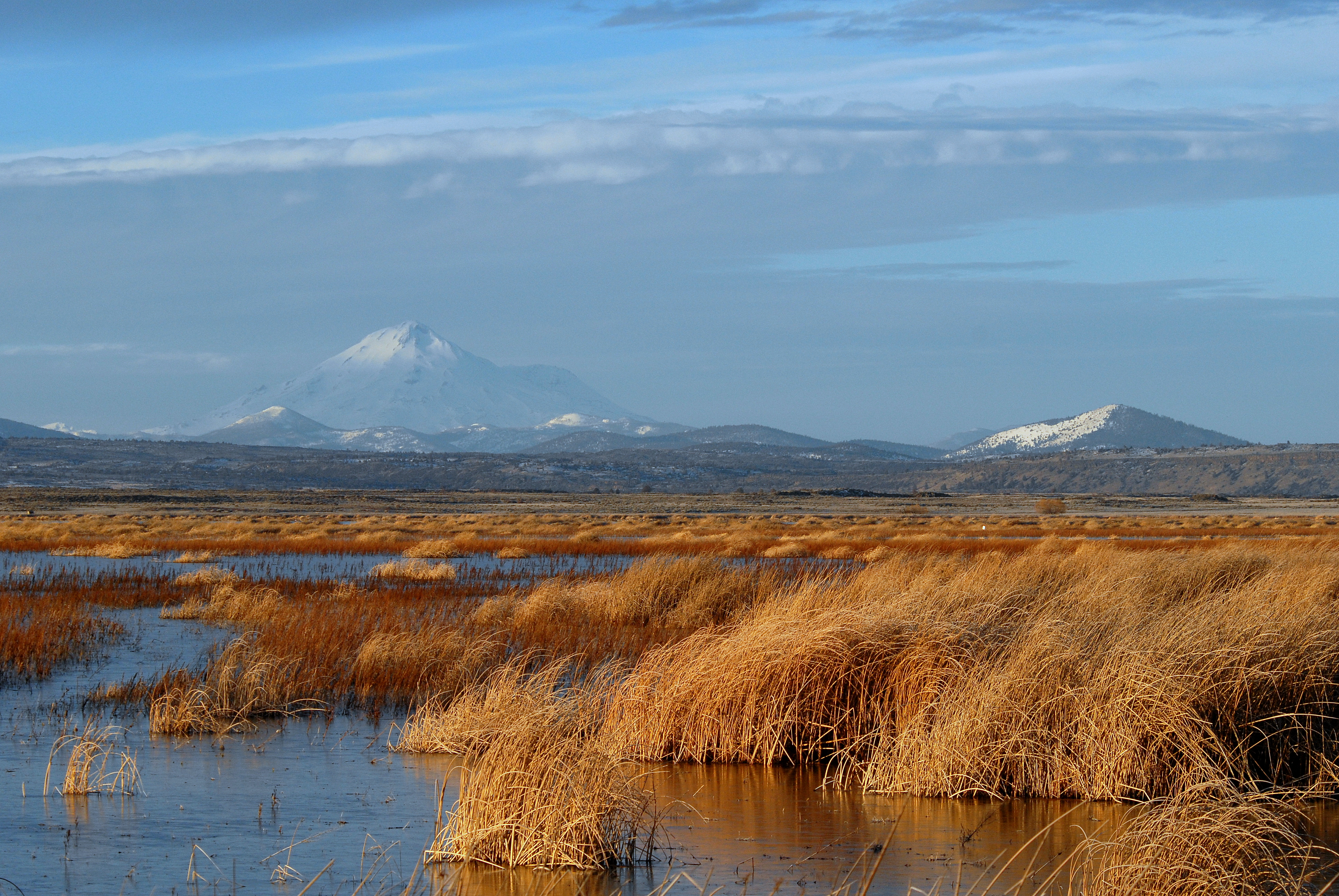
Drasland in het Tule Lake National Wildlife Refuge, met Mount Shasta (in het naburige Siskiyou County) in de achtergrond

Modoc County is een van de 58 county's in de Amerikaanse staat Californië. Modoc County is de meest oostelijke county in het landelijke noorden van de staat en grenst aan Oregon en Nevada. De county is erg dunbevolkt en bestaat overwegend uit natuurgebied in eigendom van de federale overheid. In 2010 telde Modoc County 9.686 inwoners, verspreid over een oppervlakte van bijna 11.000 km². De hoofdplaats en enige gemeente is Alturas.

## Geschiedenis
Voor de Europese kolonisatie van Amerika werd de streek van Modoc County bewoond door Modoc-, Achomawi- en Noordelijke Paiute-indianen. De eerste ontdekkingsreizigers in de streek waren de groep van John C. Frémont in 1846.
Bij de stichting van Californië werd de noordelijke grens van de staat (en van het latere Modoc County) vastgelegd op de 42e breedtegraad. Over de oostelijke grens bestond twijfel tot 1863, toen dankzij het werk van landmeters duidelijk werd waar de 120e lengtegraad precies lag. Nadat duidelijk was geworden dat Modoc bij Californië hoorde, kwam het onder het gezag van Siskiyou County.
In de jaren 1860 ontstond een gewelddadig conflict tussen Amerikaanse kolonisten en inheemse volkeren. Door almaar grotere aantallen reizigers op weg naar de westkust, willekeurige aanvallen van milities op Modoc-indianen en wederaanvallen van de Modoc, escaleerde het conflict. In 1864 ondertekenden de Klamath- en Modoc-indianen een verdrag waardoor ze afstand deden van hun gronden en in een reservaat zouden gaan wonen. Een deel van de Modoc keerde echter terug naar het gebied rond Tule Lake. Vervolgens brak in 1872-73 de zogenaamde Modoc-oorlog uit, waarbij Modoc-krijgers onder leiding van Kintpuash zich verschansten in de strijd tegen het Amerikaanse leger. Uiteindelijk gaven de indianen zich over.
In de jaren 1870 werd de county gekoloniseerd. De meesten kwamen af op de mogelijkheden van bosbouw, goud, landbouw en spoorwegen. Op verzoek van inwoners uit de Surprise Valley ondertekende gouverneur Newton Booth op 17 februari 1874 de stichtingsakte van Modoc County, een afsplitsing van Siskiyou. De eerste hoofdplaats was van in 1874 Dorrisville, wat later Alturas zou worden. Alturas werd geïncorporeerd als stad in 1901.
Tijdens de Tweede Wereldoorlog bouwde de Amerikaanse overheid een interneringskamp voor Japanse Amerikanen ten zuiden van Newell, het Tule Lake War Relocation Center. Van 1942 tot 1946 verbleven en werkten er meer dan 10.000 Japanse Amerikanen uit Californië, Oregon en Washington. In de laatste jaren van de oorlog diende het als interneringskamp voor gevangenen uit de andere kampen wier 'trouw' aan de Verenigde Staten twijfelachtig werd bevonden of die een gevaar vormden voor de veiligheid in andere kampen. Sinds 2008 is de site erkend als nationaal monument.

## Geografie
De county heeft een totale oppervlakte van 10.890 km², waarvan 740 km² (6,8%) oppervlaktewater is. De county heeft een nagenoeg perfect rechthoekige vorm, met een kleine afwijking rond het Tule Lake National Wildlife Refuge.
Het noordwesten wordt gedomineerd door de Medicine Lake Highlands, een grote schildvulkaan. Het Lava Beds National Monument, verspreid over Modoc en Siskiyou County, ligt in deze streek. Het zuidwesten van Modoc County herbergt een uniek ecosysteem met geïsoleerde eiken, vulkanische bergen en riviervalleien. Het Modoc Plateau beslaat de rest van de county, en loopt door in Oregon en Nevada. Het plateau wordt gekenmerkt door lavastromen, sintelkegels, dennenwouden en meren die soms droog komen te staan. Goose Lake, in het noordoosten op de grens met Oregon, is een groot alkalien zoutmeer in deze streek. In het oosten wordt het plateau afgebakend door de Warner Mountains. Het noorden van het Modoc Plateau vloeit via de Lost River af naar de Klamath, terwijl het zuiden afvloeit naar het Big Sage Reservoir en vervolgens naar de Pit River.

### Aangrenzende county's
- Lassen County - zuiden
- Shasta County - zuidwest
- Siskiyou County - westen
- Klamath County in Oregon - noorden
- Lake County in Oregon- noorden
- Washoe County in Nevada - oosten

### Steden en dorpen
- Adin
- Alturas
- California Pines
- Canby
- Cedarville
- Daphnedale Park
- Davis Creek
- Day
- Eagleville
- Fort Bidwell
- Lake City
- Likely
- Lookout
- Newell
- New Pine Creek
- Stronghold
- Tionesta

## Demografie
Volgens de volkstelling van 2010 door het United States Census Bureau woonden er 9.686 mensen in Modoc County. De etnische samenstelling was als volgt: 8.804 (83,5%) blanken, 370 (3,8%) indianen, 82 (0,8%) Afro-Amerikanen, 78 (0,8%) Aziatische Amerikanen, 21 (0,2%) mensen afkomstig van de eilanden in de Stille Oceaan. Daarnaast waren 680 mensen (7,0%) van een ander ras en 371 (3,8%) van twee of meer rassen. In totaal identificeerden 1.342 personen (13,9%) zich als Hispanic of Latino. De huidige inheemse bevolking van Modoc County behoort voornamelijk tot stammen van Noordelijke Paiute.

## Politiek

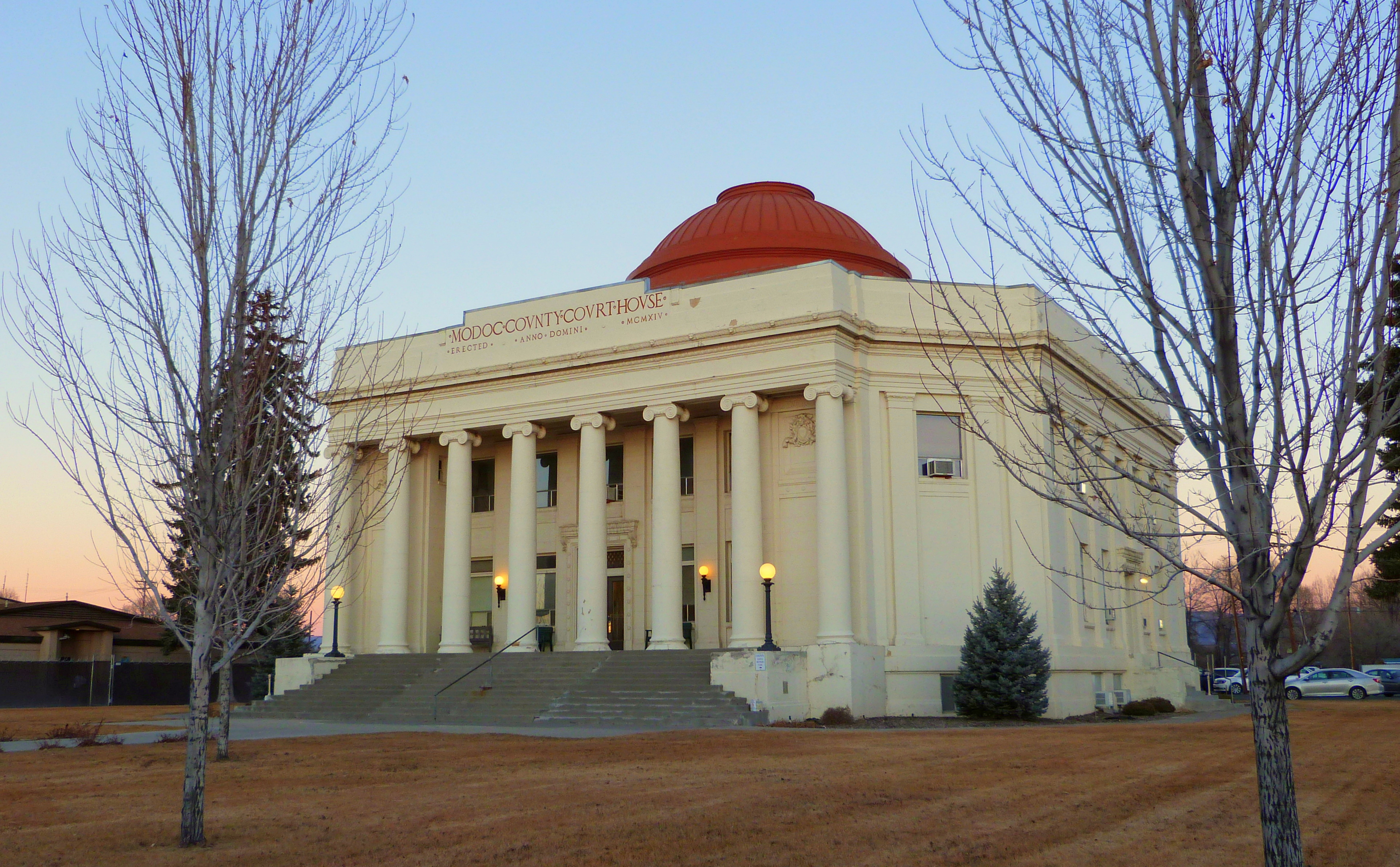
Het gerechtshof van Modoc County in Alturas

Historisch gezien is Modoc een sterk Republikeinse county in zowel presidentiële als parlementaire verkiezingen; het is de meest Republikeinse county in Californië, dat sinds 1992 een vaste waarde voor de Democraten in de presidentsverkiezingen is. In Modoc County, echter, wonnen de Republikeinse tegenstanders van Barack Obama in 2008 en 2012 en won Donald Trump in 2016 met 70,9% tegen 23,0%. De laatste Democraat die er won, was Lyndon B. Johnson in 1964. Volgens gegevens uit 2013 zijn er 2.634 geregistreerde Republikeinen, tegenover 1.364 Democraten.
Modoc maakt deel uit van het 1e congresdistrict, dat vertegenwoordigd door de Republikein Doug LaMalfa. In het State Assembly wordt Modoc vertegenwoordigd door de Republikein Brian Dahle, terwijl het in de Senaat van Californië vertegenwoordigd wordt door Republikein Ted Gaines.
In 2013 stemde het bestuur van Modoc County vóór een voorstel tot afscheiding van Californië en aansluiting bij de hypothetische staat Jefferson in Noord-Californië en Zuid-Oregon.